# Aplosonyx omeiensis
Aplosonyx omeiensis (лат.) — вид жуков-листоедов рода Aplosonyx из подсемейства козявки (Galerucinae, Chrysomelidae). Распространен в Юго-Восточной Азии (Сычуань, Китай). Мелкие жуки (длина тела около 5 мм). Этот вид можно отличить от других видов по переднеспинке с чёрным пятном, надкрылья с пятью чёрными пятнами на каждом, середина и вершина с одной парой пятен, и одно пятно у основания. Этот вид отличается от сходного A. nigriceps чёрным брюшком с бледными краями. Вертекс мелко и редко покрыт точками. Щитик треугольный, мелко пунктирован. Пронотум 1,8 × ширина равна длине, боковая граница окаймлена, самый широкий в передней трети; диск с глубокой поперечной бороздой, покрыт несколькими точками в борозде и редкими мелкими точками в других частях пронотума. Надкрылья шире пронотума, 0,7 × длины тела, эпиплевры широкие в передней трети, сзади постепенно сужаются к вершине; дорсальная поверхность слабо выпуклая, покрыта точками в неправильные ряды, промежутки 2 × ширина диаметра точек и слабо покрыты мелкой пунктировкой. Голова, усики, переднеспинка, надкрылья и ноги жёлтые, вертекс, щитик и вентральная поверхность тела чёрные, брюшко с бледными краями, переднеспинка с чёрным пятном посередине, каждое надкрылье с пятью чёрными пятнами, середина и вершина с одной парой пятен, основание с одним пятном. Голова маленькая, лобные бугорки отчётливые, усики тонкие, доходят до середины каждого надкрылья, в целом три базальных антенномера блестящие, антенномер 2 самый короткий, антенномер 3 длиннее антенномера 2, антенномер 4 самый длинный и длиннее антенномеров 2 и 3 вместе взятых. Пронотум шире головы, почти в 2 раза шире её длины.